# Syndicat pantrinidadien des ouvriers du sucre et autres industries
Le All Trinidad Sugar and General Workers' Trade Union (ATSGWTU-Syndicat pantrinidadien des ouvriers du sucre et autres industries) est un syndicat de Trinité-et-Tobago. Il a été fondé en 1937 pour représenter les travailleurs dans l'industrie du sucre, mais a élargi son champ d'action en 1978 pour inclure les travailleurs de tous les secteurs. Il est affilié à la Confédération syndicale des travailleurs et travailleuses des Amériques et à la Confédération syndicale internationale
En raison de la fermeture de l'industrie sucrière à Trinité-et-Tobago, la ATSGWTU a perdu près de 10 000 membres au cours des quatre dernières années. Le syndicat est actuellement en restructuration et tente de mettre l'accent sur la croissance et le développement durable. Le syndicat envisage aussi de changer son nom en All Trinidad General Workers' Trade Union, en raison d'une perte de l'industrie sucrière du pays.
Basdeo Panday, l'ancien Premier ministre de Trinité et Tobago, a été le président de la ATSGWTU de 1973 à sa nomination comme Premier ministre en 1995.